# Controvérsias envolvendo a Folha de S.Paulo
Lista de controvérsias envolvendo o jornal Folha de S.Paulo, com sede na cidade de São Paulo, Brasil.

## Controvérsias

### Colaboração com a ditadura
A Folha é acusada de ter colaborado com a ditadura militar emprestando carros para que policiais do DOI-Codi, órgão de repressão da ditadura, fizessem campana e prendessem militantes da esquerda.
Segundo Carlos Eugênio Sarmento da Paz (Clemente), principal dirigente do braço armado da ALN, a convicção de que a Folha apoiava ativamente a ditadura levou o grupo a interceptar e incendiar camionetes do jornal e a ameaçar Octavio Frias, no final de 1971.
A edição de novembro do jornal Venceremos, editado pela ALN, dizia que "Octavio Frias de Oliveira certificou-se de um fato real: há uma guerra e ele é um inimigo. [...] O Sr. Octavio Frias de Oliveira sente-se acuado, porque sabe [...] que a verdade revolucionária o atingirá e que seu justiçamento é uma questão de tempo."
Há documentos que comprovem a colaboração material da Folha que a mencionam nos arquivos do Deops e na coleção de jornais clandestinos da guerrilha mantida pela Unesp.
Dois militantes de esquerda afirmam ter visto caminhonetes da empresa no prédio do Departamento de Operações Internas – Centro de Operações de Defesa Interna (DOI-Codi), centro do sistema repressivo do regime militar, na rua Tutoia, no bairro da Vila Mariana, onde ficaram presos. O jornalista Ivan Seixas, capturado pela Operação Bandeirante (Oban) em abril de 1971, aos dezesseis anos, conta que viu duas vezes os carros de entrega da Folha parados em frente ao prédio, em locais normalmente ocupados só por carros policiais. Segundo o também jornalista Francisco Carlos de Andrade, ex-militante da ALN, preso em novembro de 1971, caminhonetes com os logotipos da Folha da Tarde e da Folha de S.Paulo estacionaram várias vezes no pátio interno da rua Tutoia.
A direção da Folha não nega a possibilidade de a colaboração ter ocorrido, mas sem o conhecimento da empresa. Em 2001, em entrevista, Octavio Frias declarou que, se houve algum tipo de ajuda, foi à sua revelia. Em 2006, em depoimento para a biografia do empresário, o diretor de redação, Otavio Frias Filho, militante no movimento estudantil no final dos anos 1970, disse considerar possível que veículos da empresa tenham sido usados por policiais e que, ao questionar o pai sobre o episódio, ele sempre negou ter sido consultado sobre empréstimos ou mesmo ter tomado conhecimento deles.
O empréstimo de caminhonetes para a polícia era voz corrente entre a guerrilha já no início dos anos 1970. Há referência a esse uso no diário de um preso político recolhido ao Presídio Tiradentes, que relata uma greve de fome ali deflagrada em junho de 1972, contra a transferência de sete militantes considerados “irrecuperáveis” pelo governo.
Do ponto de vista político, o tratamento dado pela Folha a essa greve foi crucial e contribuiu para fixar nos grupos de esquerda a convicção de que a empresa e seus donos apoiavam a ditadura e a tortura. Em 30 de junho, o jornal publicou o editorial “Presos políticos?”, em que questionava a existência de pessoas presas no país apenas por causa de suas posições ideológicas. Em resposta a um editorial publicado dias antes pelo concorrente O Estado de S. Paulo, que defendera tratamento especial aos presos políticos, o editorial dizia: “É sabido que esses criminosos, que o matutino [Estado] qualifica tendenciosamente de presos políticos, mais não são que assaltantes de bancos, sequestradores, ladrões, incendiários e assassinos, agindo, muitas vezes, com maiores requintes de perversidade que os outros, pobres-diabos, marginais da vida, para os quais o órgão em apreço julga legítimas todas as promiscuidades.”
O episódio provocou uma crise interna. Na semana seguinte, os editoriais foram suspensos. No mesmo ano, o jornalista Cláudio Abramo foi afastado da chefia.

### "Ditabranda"

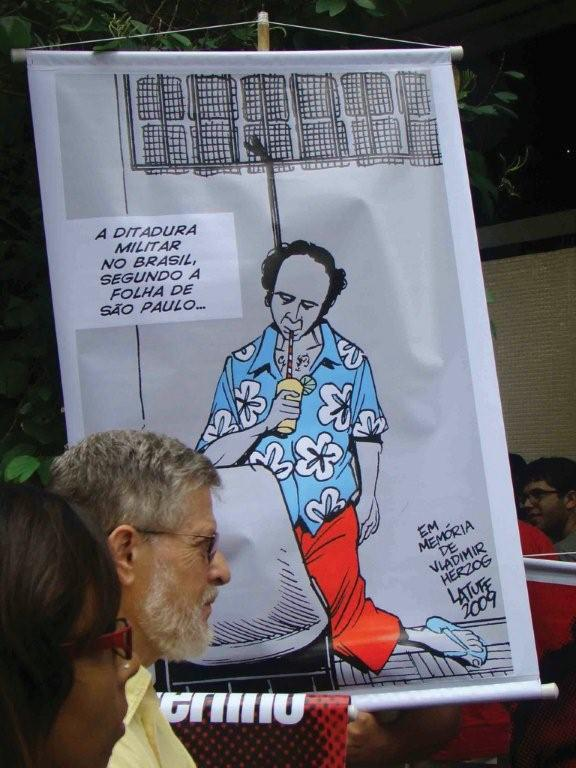
Protesto contra o uso da palavra "ditabranda" na sede do Grupo Folha. No banner, uma referência à famosa foto de Vladimir Herzog morto após uma sessão de tortura, se lê: "A ditadura militar no Brasil, segundo a Folha de S.Paulo".

Em 17 de fevereiro de 2009, num editorial criticando o governo de Hugo Chávez na Venezuela, o jornal se referiu à ditadura militar brasileira como uma "ditabranda", no seguinte trecho: "Mas, se as chamadas 'ditabrandas' caso do Brasil entre 1964 e 1985 – partiam de uma ruptura institucional e depois preservavam ou implantavam formas controladas de disputa política e acesso à Justiça –, o novo autoritarismo latino-americano, inaugurado por Fujimori no Peru, faz o caminho inverso. O líder eleito mina as instituições e os controles democráticos por dentro, paulatinamente."
Houve reações imediatas e veementes ao uso da palavra – cunhada na Espanha na década de 1930, quando o general Damaso Berenguer substituiu o general Primo de Rivera e governou por decretos e revogou algumas medidas adotadas pelo ditador anterior. O período ficou conhecido como “dictablanda de Berenguer” (o termo foi depois usado, em diferentes contextos, no Chile, no México, no Uruguai e na Colômbia).
A Folha publicou 21 cartas sobre o assunto, 18 delas críticas aos termos do editorial. Dentre as cartas estavam as dos professores da Universidade de São Paulo Maria Victoria Benevides e Fábio Konder Comparato. Em sua carta, publicada, Comparato escreveu que o autor do editorial e o diretor de Redação que o aprovou "deveriam ser condenados a ficar de joelhos em praça pública e pedir perdão ao povo brasileiro".
Em resposta, o jornal classificou a indignação dos professores de "cínica e mentirosa", argumentando que, sendo figuras públicas, não manifestavam o mesmo repúdio a ditaduras de esquerda, como a cubana: “Nota da Redação: A Folha respeita a opinião de leitores que discordam da qualificação aplicada em editorial ao regime militar brasileiro e publica algumas dessas manifestações acima. Quanto aos professores Comparato e Benevides, figuras públicas que até hoje não expressaram repúdio a ditaduras de esquerda, como aquela ainda vigente em Cuba, sua 'indignação' é obviamente cínica e mentirosa.”
A utilização do termo "ditabranda" rendeu ao jornal críticas em fóruns de discussão na internet e em outros veículos de mídia, principalmente os que possuem tendências esquerdistas, tais como as revistas Fórum, Caros Amigos (que publicou matéria de capa sobre a utilização do termo), e Carta Capital.
No dia 7 de março, houve em frente à sede da Folha, na região central de São Paulo, um protesto contra o uso do termo ditabranda no editorial e em solidariedade a Maria Victoria Benevides e Fábio Konder Comparato. Nenhum dos dois estava presente.
O ato público, que reuniu cerca de 300 pessoas, foi organizado pelo Movimento dos Sem-Mídia, idealizado pelo blogueiro Eduardo Guimarães. O público era composto na sua maioria por familiares de vítimas da ditadura, estudantes e sindicalistas ligados à CUT.
No mesmo dia, o diretor de Redação da Folha, Otavio Frias Filho, divulgou a seguinte nota:
"O uso da expressão 'ditabranda' em editorial de 17 de fevereiro passado foi um erro. O termo tem uma conotação leviana que não se presta à gravidade do assunto. Todas as ditaduras são igualmente abomináveis. Do ponto de vista histórico, porém, é um fato que a ditadura militar brasileira, com toda a sua truculência, foi menos repressiva que as congêneres argentina, uruguaia e chilena – ou que a ditadura cubana, de esquerda. A nota publicada juntamente com as mensagens dos professores Comparato e Benevides na edição de 20 de fevereiro reagiu com rispidez a uma imprecação ríspida: que os responsáveis pelo editorial fossem forçados, 'de joelhos', a uma autocrítica em praça pública. Para se arvorar em tutores do comportamento democrático alheio, falta a esses democratas de fachada mostrar que repudiam, com o mesmo furor inquisitorial, os métodos das ditaduras de esquerda com as quais simpatizam."
A nota levou os professores a pedir, por  meio de seus advogados, a publicação de considerações a título de "direito de resposta”:
"Levar mais de duas semanas para reconhecer um desatino editorial (a classificação do regime militar brasileiro como 'ditabranda'), imputando a responsabilidade pelo episódio ao teor de nossas críticas, não parece um comportamento compatível com a ética do jornalismo. Sempre sustentamos, sem precisar receber lições de ninguém, que as vítimas de regimes arbitrários, aqui e alhures, merecem igual proteção e respeito, sem desvios ideológicos ou idiossincrasias pessoais."
O texto dos professores foi publicado seguido por nova nota da Redação:
"O tratamento dado pela Folha ao uso da palavra 'ditabranda' em editorial de 17 de fevereiro, com a publicação de diversas críticas e o reconhecimento da impropriedade do termo, é um exemplo de transparência editorial. Imaginava-se encerrado o episódio, mas os professores Comparato e Benevides estão empenhados em extrair dele o máximo rendimento possível. As opiniões de ambos sempre foram transmitidas pelo jornal, por meio de numerosos artigos, sem a necessidade de advogados. A 'resposta' acima é publicada com base na Lei 5.250/67, editada pela ditadura militar, a fim de que vítimas de regimes cautelosamente chamados de 'arbitrários' e vagamente situados 'alhures' também se sintam destinatários dessa solidariedade envergonhada."
Na esteira dos protestos, a Rede Record, que pertence ao bispo Edir Macedo, dono da Igreja Universal do Reino de Deus, veiculou no programa Domingo Espetacular uma sequência de ataques à Folha. A Record já havia atacado o jornal em reação à publicação de reportagem que desvendava atividades empresariais e irregularidades da igreja.
Durante 13 minutos, a emissora de TV usou depoimentos de vítimas da ditadura militar (1964-1985) para repetir críticas ao termo "ditabranda". O programa destacou que a "Folha da Tarde", hoje extinta e que pertenceu ao Grupo Folha, apoiava no início dos anos 1970 a repressão do governo contra a guerrilha esquerdista.

### Ficha policial falsa de Dilma Rousseff
Em 5 de abril de 2009, a Folha de S.Paulo publicou, ao lado de uma reportagem que tratava do suposto plano da VAR-Palmares para sequestrar o então ministro da economia Antonio Delfim Netto, uma suposta ficha policial de Dilma Rousseff, do Partido dos Trabalhadores, ex-presidente da República, destituída em um processo de impeachment. A autenticidade de ficha de Dilma foi contestada. No dia 25 de abril, o jornal publicou reportagem afirmando ser impossível garantir que a ficha de Dilma era verdadeira:
“A Folha cometeu dois erros na edição do dia 5 de abril, ao publicar a reprodução de uma ficha criminal relatando a participação de Dilma Rousseff no planejamento ou na execução de ações armadas contra a ditadura militar (1964-85). O primeiro erro foi afirmar na primeira página que a origem da ficha era o 'arquivo [do] Dops'. Na verdade, o jornal recebeu a imagem por e-mail. O segundo erro foi tratar como autêntica uma ficha cuja autenticidade, pelas informações hoje disponíveis, não pode ser assegurada bem como não pode ser descartada.”
Sobre o caso, o ombudsman Carlos Eduardo Lins da Silva escreveu, na Folha: “Depois de a ministra ter contestado que a ficha fosse autêntica, o jornal reconheceu não ter comprovado sua veracidade. Considerei insuficientes as justificativas para os erros cometidos e sugeri uma comissão independente para apurá-los e propor alterações de procedimentos para evitar repetição. A Redação, no entanto, considerou a averiguação encerrada.”
A suposta ficha policial pode ser encontrada no site do grupo de extrema-direita Ternuma, ligado a Carlos Alberto Brilhante Ustra e não existe no Arquivo Público do Estado de São Paulo, onde estão guardados os documentos do antigo Departamento de Ordem Política e Social.
Em junho de 2009, um laudo produzido por professores do Instituto de Computação da Universidade Estadual de Campinas (Unicamp) concluiu que a ficha policial foi fabricada digitalmente, apontando diversos indícios de manipulações tipográficas. Em artigo denominado Folha publicou ficha falsa de Dilma, o Observatório da Imprensa criticou o que chamou de "reconhecimento envergonhado do erro" por parte da Folha, além do pequeno espaço reservado para desfazer o equívoco em comparação ao destaque que a ficha obteve quando foi publicada na primeira página do jornal.

### Eleições de 2010
Em setembro de 2010 a ombusdman de Folha de S.Paulo, Suzana Singer, criticou duramente o periódico. Segundo ela, o jornal estaria “se dedicando a revirar vida e obra” da candidata à presidência Dilma Roussef do PT e noticiando estas informações de forma parcial. Comentou ainda a reação de leitores no Twitter, onde a hashtag #DilmaFactsByFolha, uma série de piadas e críticas à Folha de usuários da rede social, chegou ao primeiro lugar dentre os temas mais comentados.
Uma pesquisa realizada pelo Instituto de Estudos Sociais e Políticos da Universidade do Estado do Rio de Janeiro, no entanto, concluiu que a Folha, dentre os representantes da grande imprensa, publicou a cobertura mais crítica em relação aos dois candidatos, e teria sido ainda mais negativa em relação ao tucano José Serra que à petista Dilma Rousseff. O levantamento, feito em setembro e outubro de 2010, afirmou que, contrastando-se reportagens negativas, neutras e positivas, o saldo da Folha havia sido positivo em 3%. Também na eleição de 2006 havia sido a Folha, dentre os jornais, o “mais equilibrado, menos unilateral” e o que mais deu vazão a opiniões diferentes, segundo análise do Doxa (Laboratório de Pesquisas em Comunicação Política e Opinião Pública, do Iuperj).
Conclusão bem diferente teve um levantamento que analisou especificamente as manchetes de primeira página do jornal, no mês anterior ao primeiro turno da eleição. Segundo os dados do estudo, realizado pelo do portal Brasil de Fato, a Folha de S.Paulo geralmente optou por dar destaque de capa a temas negativos para a candidatura de Dilma. Do total de 30 manchetes de capa, concluiu-se que ela veiculou apenas duas positivas à campanha petista ("Lula vai à TV e afirma que Serra partiu para baixaria", no dia 8, e "Desemprego é o menor, e renda é a maior em 8 anos", no dia 24). Por outro lado, a Folha destacou um total de 18 manchetes desfavoráveis. Houve ainda uma manchete classificada como neutra e nove sobre temas diversos. Segundo o levantamento, além da Folha, os jornais O Globo e O Estado de S. Paulo também deram forte ênfase a temas negativos para a candidatura de Dilma.

### Falha de S. Paulo
O jornal foi criticado por sua "falsa imparcialidade" pelo site Falha de S. Paulo, que satirizava a Folha por julgar tendencioso o conteúdo de suas notícias, favorecendo a candidatura de José Serra e se opondo indiscriminadamente ao governo Lula. A Folha pediu à Justiça que o site fosse tirado do ar, argumentando que o uso de idêntico logotipo, com a alteração de uma letra, além de se prestar à confusão dos leitores, configurava uso indevido de marca. Juridicamente, o que está em questão é se o direito de sátira se sobrepõe ou não ao direito de propriedade.
Em 30 de setembro de 2010 uma liminar do juiz da 29ª Vara Cível do Tribunal de Justiça de São Paulo retirou do ar o site Falha de S. Paulo. Blogueiros da "mídia independente" e os autores do site classificaram a liminar como uma forma de censura. O juiz do processo declarou que sua decisão se deu "não pela sátira, que não é vedada, mas pelo fato da utilização de marca extremamente semelhante ao da autora [Folha]", concordando com o jornal.

## Processos judiciais

### Condenações na justiça
Em agosto de 2008 o jornal foi condenado a indenizar em 250 mil reais um advogado, por tê-lo retratado em uma fotografia que ilustrava a matéria "Bairro de São Paulo atrai vizinhança homossexual", em insinuação de se tratar de público gay. A imagem foi publicada no caderno Cotidiano e fazia referência aos gays "de armário" que agendavam encontros noturnos pela internet. Segundo a defesa, a foto foi tirada furtivamente, em um momento em que o advogado abraçava um amigo. O fotógrafo teria eliminado do enquadramento as respectivas esposas, que se encontravam no local.
Em março de 2010 a jornalista Eliane Cantanhêde e a Folha de S.Paulo foram condenadas a pagar 35 mil reais ao juiz Luiz Roberto Ayub a título de indenização por danos morais. A ação se iniciou em 2008, após a publicação do artigo "O lado podre da hipocrisia", em que Cantanhêde, reproduzindo uma afirmação que atribuiu à então ministra-chefe da Casa Civil, Dilma Rousseff ("o governo não vai se submeter à decisão de um juiz de quinta", sobre o desempenho de Ayoub no caso Varig), concluiu que "já que a lei não vale nada e o juiz é 'de quinta', dá-se um jeito na lei e no juiz" e afirmou que "o juiz Luiz Roberto Ayoub aproximou-se do governo e parou de contrariar o presidente, o compadre do presidente e a ministra. Abandonou o 'falso moralismo' e passou a contrariar a lei.". Ayoub entendeu a afirmação como uma imputação de prevaricação e parcialidade. O juiz André Pinto rejeitou os argumentos da defesa, proferindo em sentença que "não se trata de mera opinião proferida com base na liberdade de expressão, como pretendem fazer crer as rés, mas de grave acusação contra o magistrado, onde lhe é imputado a prática de ato ilícito e de cunho extremamente lesivo à personalidade".
Em abril de 2010 o jornal foi condenado a pagar indenização de 50 mil reais ao blogueiro Luis Favre, ex-marido de Marta Suplicy. A Folha havia publicado, em 2001, uma peça publicitária de conteúdo considerado ofensivo, de autoria do jornalista Cláudio Humberto, em que Favre era definido como uma "espécie de 171 da esquerda, é um trotskista com insuperável confusão mental e professor de Deus, tipo 'sabe-tudo'. Com a lábia de um vendedor de enciclopédia e insinuante como um dançarino de tango, ele é tudo o que o bom senador Suplicy não é: um 'cachorrão'". A turma julgadora entendeu que o jornal extrapolou seu direito de informar ao noticiar fatos indecorosos à reputação de Favre.
Em junho de 2010 o jornal foi condenado a pagar indenização de 18 mil reais a uma mulher citada em um artigo do jornalista Élio Gaspari, publicado em março de 2008, como participante de um atentado a bomba contra o consulado dos Estados Unidos em São Paulo, ocorrido em março de 1968. Segundo o processo, dois dias depois de publicar a matéria, o jornal voltou a repetir a informação. Embora pertencesse efetivamente ao grupo denominado VPR, a mulher acusada encontrava-se fora do país na época do incidente. Em sua defesa, a Folha argumentou ter exercido o "direito de informar e criticar", mas, no entendimento do juiz Fausto José Martins Seabra, o jornal "abusou de seu direito de informar, atingindo a honra e a imagem da requerente ao lhe atribuir a prática de um crime".

### Processos ganhos pelo jornal
A Folha ganhou todos os processos julgados até agora em mais de cem ações de indenização movidas por fiéis da Igreja Universal do Reino de Deus contra a Empresa Folha da Manhã S/A, que edita o jornal, e a jornalista Elvira Lobato. Ela é autora de reportagem publicada em novembro de 2007 sob o título "Universal chega aos 30 anos com império empresarial". As ações foram oferecidas nos mais distantes pontos do país, com as mesmas frases e citações. Já foram julgadas 90% dessas ações, todas favoráveis ao jornal e à repórter.
A Folha também obteve decisão favorável em ação movida pela Igreja Universal do Reino de Deus, que alegou ter se sentido ofendida com editorial intitulado “Intimidação e má-fé”,  sobre a avalanche de processos movidos contra o jornal por adeptos da Igreja em todo o país. Por unanimidade, a 6.ª Câmara de Direito Privado do Tribunal de Justiça de São Paulo confirmou, em março de 2012, sentença que julgara improcedente a ação de indenização. Além do processo contra o editorial, a Universal também moveu, sem sucesso, uma ação contra a Folha e Elvira Lobato, em razão da reportagem intitulada "Universal chega aos 30 anos com império empresarial", publicada em novembro de 2007. O jornal ganhou a ação e não cabe mais recurso. A igreja ainda moveu outra ação contra o jornal e o então colunista Fernando Barros e Silva, autor de artigo intitulado "Fé do Bilhão", publicado em dezembro de 2007. A decisão de primeira instância foi favorável ao jornal, e aguarda julgamento no TJ.
A Folha foi bem sucedida ao impetrar mandado de segurança em 2 de setembro de 2010 contra o presidente do Superior Tribunal Militar, em razão da recusa em dar acesso aos autos do processo criminal a que Dilma Rousseff respondeu em 1970 (Processo n.º 366/70 do STM), sob o argumento de que se tratava de matéria sigilosa. Na ocasião, ela era candidata à Presidência da República, em eleição que ocorreria no mês seguinte. O jornal entendeu que a autoridade violou  direito líquido e certo, diante do legítimo interesse público na divulgação de fatos relativos à vida da candidata. A segurança foi concedida em 19 de outubro de 2010 – depois das eleições – garantindo a publicidade do processo.
A Folha e a jornalista Renata Lo Prete obtiveram decisão favorável, em agosto de 2010, na 5.ª Câmara Cível do Tribunal de Justiça do Rio Grande do Sul. A Câmara reformou sentença que condenara o jornal e a então editora do “Painel” a indenizar Milton Zuanazzi, então presidente da Agência Nacional de Aviação Civil (ANAC). Ele se sentira ofendido com nota publicada em 20 de julho de 2007 mencionando que a agência estaria rendida a interesses empresariais do setor, e que Zuanazzi seria alinhado com os interesses da GOL. Em 2009, em primeira instância, a Folha e a jornalista foram condenadas a indenizar o autor em R$ 139.500,00. Ao reformar a sentença, a câmara do TJ-RS entendeu, por unanimidade, que a nota fazia menção à disputa interna no órgão governamental e que a Folha não incidiu em abuso, não havendo elementos a ferir o patrimônio moral de Zuanazzi. O Superior Tribunal de Justiça rejeitou recursos interpostos pelo ex-diretor da ANAC. Não cabe mais recurso.
A Folha obteve resultado favorável em março de 2012, quando o Superior Tribunal de Justiça manteve decisão do Tribunal de Justiça do Distrito Federal e dos Territórios que considerou improcedente ação de indenização movida pela ex-senadora Heloísa Helena contra a Empresa Folha da Manhã S/A, que edita a Folha, e as colunistas Mônica Bergamo e Barbara Gancia. Helena alegou ter sido ofendida pelas jornalistas, com a publicação de textos considerados por ela inverídicos e ofensivos à sua reputação. Ela disse que teve sua candidatura à Presidência em 2006 prejudicada porque foi propalado pela imprensa que "mantinha relação amorosa com o então senador Luiz Estevão (PMDB)" – o que ela nega. O STJ também entendeu que os boatos que a ex-senadora considerou ofensivos foram por ela mesma trazidos a debate público. Ainda há recurso pendente para ser julgado no STF (Supremo Tribunal Federal).
A Folha obteve decisão a seu favor quando a 9.ª Câmara de Direito Privado do Tribunal de Justiça de São Paulo, em votação unânime, rejeitou em dezembro de 2008 o pedido de indenização proposto pelo juiz federal Paulo Theotonio Costa, do Tribunal Regional Federal da 3ª Região, contra a Empresa Folha da Manhã S.A., que edita o jornal. Em 1999, reportagem do jornalista Frederico Vasconcelos revelou que o magistrado ostenta supostos sinais de riqueza que contrastam com o padrão comum dos juízes brasileiros. Em 2001, ele foi afastado do TRF-3. A câmara do TJ-SP confirmou sentença dada em primeira instância, em 2004, registrando constar nos autos "prova documental convincente sobre ter o autor [Theotonio Costa] patrimônio considerável, que não é ordinário do magistrado brasileiro, recrutado normalmente das classes média e média baixa". O magistrado entrou com recursos nos tribunais superiores, ainda pendentes de julgamento.
Em setembro de 2007, a Folha obteve decisão unânime da 8.ª Câmara "A" de Direito Privado do Tribunal de Justiça de São Paulo, que acolheu apelação contra decisão que condenara o jornal a pagar o equivalente a 1.500 salários mínimos ao juiz federal Roberto Haddad, do Tribunal Regional Federal da 3.ª Região, e a publicar a sentença com chamada em primeira página. Haddad moveu ação de indenização por causa de reportagem de Frederico Vasconcelos que, em 1999, revelou supostos sinais de riqueza do magistrado em contraste com o padrão comum dos juízes. Entre a livre expressão do pensamento e a liberdade de imprensa, de um lado e, de outro, os direitos da personalidade, o tribunal entendeu que o jornal agiu dentro dos limites da legalidade.
A Empresa Folha da Manhã S/A, que edita a Folha, e o jornalista Frederico Vasconcelos foram vitoriosos em julgamento na 6.ª Câmara de Direito Privado do Tribunal de Justiça do Estado de São Paulo, em junho de 2011. Por unanimidade, a Câmara reformou sentença que fixara uma indenização de R$ 1,2 milhão (valor que seria corrigido) a ser paga ao juiz federal Ali Mazloum. O magistrado alegou ter se sentido ofendido com reportagem intitulada "Mudança de sede causou polêmica", publicada em novembro de 2003. A Câmara entendeu que "não se pode confundir a atuação do jornalista coapelante, escritor de um livro de investigações jornalísticas envolvendo magistrados, com o teor da matéria". O relator concluiu que não havia na reportagem conteúdos difamatórios, falsos, ou mera intenção de prejudicar ou denegrir.
Por unanimidade, a 8.ª Câmara de Direito Privado do Tribunal de Justiça do Estado de São Paulo manteve, em novembro de 2011, sentença que rejeitara ação de indenização por danos morais oferecida pelo juiz federal Casem Mazloum contra o jornalista Frederico Vasconcelos, repórter especial da Folha. O magistrado alegou ter se sentido ofendido com as reportagens intituladas "Mudança de sede causou polêmica" e "Procuradoria investiga Juízes suspeitos de prejudicar a União", publicadas, respectivamente, nos dias 4 de novembro de 2003 e 22 de abril de 2007. A Câmara entendeu que nenhum excesso foi praticado e que a divulgação de informações verídicas e obtidas de modo lícito se deu sem sensacionalismo e dentro da normalidade e em respeito aos direitos fundamentais do autor [Casem Mazloum], tendo o jornalista exercido a liberdade de imprensa e o dever de informar. O magistrado recorreu da decisão.